# Jan Baldewijn van Hugenpoth tot den Berenclaauw
Jan Baldewijn Joseph Hendrik Otto Anton Baron van Hugenpoth tot den Berenclaauw (Groessen, 1 december 1776 - Boxmeer, 23 mei 1850) was een Nederlands bestuurder.
Jan Baldewijn Baron van Hugenpoth tot den Berenclaauw werd in 1776 geboren op de havezate De Beerenclaauw in Groessen. Hij was werkzaam als militiecommissaris. In 1807 trouwde hij met Dorothea van Sasse van Ysselt. 
Op 20 mei 1811 werd in Boxmeer het Vredegerecht geïnstalleerd. Van Hugenpoth tot den Berenclaauw werd daar beëdigd als eerste plaatsvervanger van de rechter. In 1813 en 1814 was hij ook maire (burgemeester) van Boxmeer. Hij overleed aldaar in 1850 in Huize Elsendonck.
Jan Baldewijn van Hugenpoth tot den Berenclaauw is de vader van de schrijver Jean Baptist van Hugenpoth tot den Beerenclauw.